# Флюорометилідін
Флюорометилідін є не стабільною хімічною сполукою, а метастабільним радикалом, що містить один високореакційний атом вуглецю, зв'язаний з одним атомом фтору. Він має формулу CF. В основному стані атом вуглецю має неподілену електронну пару та один неспарений електрон.
Фторметилідинові радикали в основному стані можна отримати за допомогою ультрафіолетової фотодисоціації дибромдифторметану при довжині хвилі 248 нанометрів.
Він легко й необоротно димеризується до дифторацетилену, також відомого як дифторетилен, перфторацетилен або перфторетилін. За певних умов він може гексамеризуватися до гексафторбензолу.